# Femmes dans l'histoire de l'Afrique

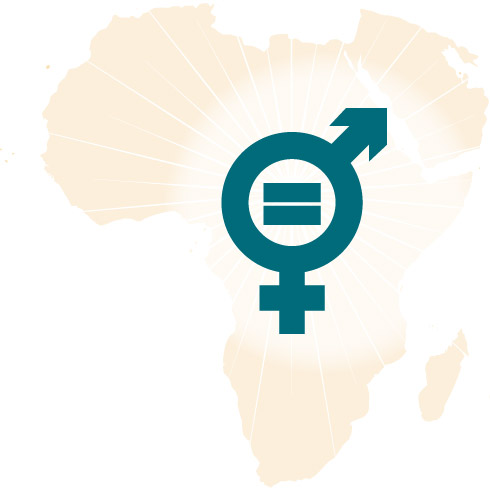
l'UNESCO agit depuis fort longtemps afin de préserver les droits de la femme surtout dans les pays où se trouvent des discriminations plus fortes comme en Afrique

Femmes dans l’histoire de l’Afrique est un projet de l’UNESCO qui consiste en un outil d’e-formation visant à raconter l’histoire des femmes africaines et à souligner leur rôle central dans le développement et l’histoire de l’Afrique, par le biais des technologies de l’information et de la communication. Cet outil pédagogique en cours de réalisation s'adresse particulièrement aux élèves et étudiants africains et d’ascendance africaine, aux établissements scolaires et universitaires et plus largement à toute personne intéressée.

## Histoire
Lancée en 2013 par Irina Bokova, directrice générale de l’UNESCO, cette «plateforme multimédia est composée de bandes dessinées numériques, de morceaux de rap/slam, de dossiers pédagogiques interactifs, de quiz et de diverses ressources pédagogiques portant sur une sélection de figures féminines clés de l’histoire de l’Afrique et de sa diaspora »,,.
Les fiches pédagogiques s'appuient elles-mêmes sur l’Histoire générale de l'Afrique de l’UNESCO, une encyclopédie qui en est actuellement à 11 volumes publiés, et vise à «adapter les contenus des volumes à l’enseignement scolaire afin d’améliorer la connaissance des élèves et des étudiants africains sur l’histoire de leur continent »,,.
Les contenus proposés sur la plateforme de l'UNESCO consistent en une carte géographique interactive, des notices biographiques illustrées, ainsi que des modules téléchargeables pouvant prendre diverses formes : dossiers pédagogiques, scénarios de bandes dessinées, etc.
Les figures féminines mises en lumière par l'UNESCO  ont joué un rôle historique dans des champs divers, comme la défense des droits humains (tel est le cas par exemple de Funmilayo Ransome-Kuti), l'écologie (cause dans laquelle s'est illustrée Wangari Maathai), l'exercice du pouvoir politique (Njinga du Ndongo et du Matamba).

## Experts
Des historiens externes au projet, spécialistes du personnage féminin concerné et de son contexte historique, sont impliqués dans la validation scientifique des textes produits sur cette plateforme. Pour la plupart, ces experts et auteurs sont membres du Comité scientifique international de l’Histoire générale de l'Afrique ou bien de celui de La Route de l'esclave.
Parmi ces experts figurent notamment : Lorraine Roubertie Soliman, Emmanuelle Bouilly, Ophélie Rillon, Pascale Barthélémy, Rokhaya Fall, Nelly Schmidt, Frédéric Régent, Simão Souindoula, Sylvia Serbin, Bako Rasoarifetra, Bahru Zewde, Vero Rabakoliarifetra, Jean-Claude Rabeherifara, Issiaka Mandé, Obioma Ofoego, Toyin Falola, Florida Amakobe Karani, Joseph Adande.

## Liste de personnalités
- Dimi Mint Abba
- Amazones du Dahomey
- Anyentyuwe
- Mariama Bâ
- Yennenga
- Joséphine Bakhita
- Taytu Betul
- Rose Chibambo
- Dihya (reine)
- Alda do Espírito Santo
- Fatima Soudi bint Abderremane
- Sayyida al-Hurra
- Embet Ilen
- Aoua Keïta
- Richardene Kloppers
- Labotsibeni Mdluli
- Lalla Manoubia
- Rose Lokissim
- Bertina Lopes
- Luísa Mahin
- Wangari Muta Maathai
- Miriam Makeba
- Marche des femmes sur Grand-Bassam
- Dada Masiti
- Bibi Titi Mohammed
- Nanny (Jamaïque)
- Ngalifourou
- Njinga du Ndongo et du Matamba
- Ntebogang Ratshosa
- Nehanda Nyakasikana
- Radha Poonoosamy
- Gisèle Rabesahala
- Funmilayo Ransome-Kuti
- Jeanne-Marie Ruth-Rolland
- Danielle de Saint-Jorre
- Sarraounia
- Huda Sharawi
- La Mulâtresse Solitude
- Sojourner Truth
- Kimpa Vita